# Laura Waterbury
Pour les articles homonymes, voir Waterbury.
Laura Waterbury est une actrice américaine, née le 12 mars 1947, à Bedford (Ohio), morte le 25 septembre 2013 , à Hollywood, Los Angeles (Californie).

## Filmographie
- 1985 : Gagner ou Mourir (Better Off Dead...) : Mme Smith
- 1986 : One Crazy Summer : La brigadière
- 1987 : L'Aventure intérieure (Innerspace) : Une cliente du supermarché
- 1987 : Prof d'enfer pour un été (Summer School) : Mme Gremp
- 1988 : Qui garde les amis ? (Who Gets the Friends?) (TV) : Nola Greene
- 1988 : Mac et moi (Mac and Me) : Linda
- 1989 : Chérie, j'ai rétréci les gosses (Honey, I Shrunk the Kids) : La policière